# Пенц, Петер
Петер Пенц (нем. Peter Penz; род. 5 апреля 1984, Халль-ин-Тироль, Тироль) — австрийский саночник, выступающий за сборную Австрии с 2003 года. Является обладателем двух медалей чемпионатов мира, в 2007 году на турнире в Инсбруке выиграл бронзу, двумя годами позднее на состязаниях в Лейк-Плэсиде завоевал серебро — обе медали за эстафету в составе смешанной команды. На чемпионате 2008 года в Оберхофе спортсмену удалось подняться лишь до пятой позиции. С чемпионатов мира среди юниоров имеет золотую (2004) и бронзовую (2002) награды.
Петер Пенц регулярно участвует в чемпионатах Европы, однако ещё ни разу не получал его подиума, а лучший результат показал в 2010 году в Сигулде, когда финишировал на пятом месте. На Кубке мира наиболее удачным выступлением отметился в сезоне 2008—2009, заняв в общем зачёте шестое место. На юниорском Кубке мира в сезоне 2002—2003 поднимался до третьей позиции.
Почти на протяжении всей карьеры Пенц выступает в паре с Георгом Фишлером, в 2014 году они побывали на Олимпийских играх в Сочи, где финишировали девятнадцатыми в мужской парной программе.
По совместительству служит солдатом в армии Австрии. Ныне проживает в городе Тельфес-им-Штубай, в свободное время любит играть в футбол и настольный теннис.